# Победа (Хабаровский край)
Побе́да — посёлок в Хабаровском районе Хабаровского края. Вместе с сёлами Пасека, Иванковцы и Хаил входит в Побединское сельское поселение.

## География
Посёлок Победа расположен в отдалённой, левобережной части Хабаровского района. Стоит на правом берегу реки Кур, примерно в 14 км ниже впадения в Кур реки Биракан.
Река Кур, сливаясь с рекой Урми, даёт начало Тунгуске, левому притоку Амура.
В зимнее время доехать до пос. Победа можно по зимнику от пос. Смидович Еврейской автономной области, расстояние около 70 км. В тёплое время года автодороги, можно сказать, нет.
Летом вверх по Тунгуске и по Куру до отдалённых сёл Хабаровского района от Хабаровского речного порта ходит теплоход «Заря», расстояние по реке до Хабаровска около 200 км.
В советское время с Хабаровского аэропорта местных воздушных линий совершались рейсы на самолёте Ан-2.
В настоящее время, начиная с 2010 года в период распутицы (апрель, ноябрь) совершаются рейсы вертолетом МИ-8 по маршруту г. Хабаровск- с. Новокуровка-п. Победа.

## Население
| 1992 | 2002 | 2010 | 2011 | 2012 | 2021 |
| ---- | ---- | ---- | ---- | ---- | ---- |
| 1300 | ↘965 | ↘733 | ↗736 | ↘706 | ↘425 |

## Инфраструктура
- Отдалённый пос. Победа являлся местом ссылки бандеровцев, власовцев, «лесных братьев», полицаев и прочих антисоветских элементов, которые успешно трудились на лесоповале.
- В послевоенные годы работала Уликанская узкоколейная железная дорога[8], в Победу по узкоколейке вывозился лес, затем сплавлялся вниз по Тунгуске до Николаевки (ЕАО). В 1980-е гг. демонтирована.
- Жители занимаются сельским хозяйством.
- Окрестности пос. Победа славятся охотой и рыбалкой.